# Роландо Ромеро
Роландо Флоренсіо Ромеро Морено (англ. Rolando Florencio Romero Moreno), відомий як Роллі Ромеро (/ˈroʊli/) — американський професійний боксер. Діючий чемпіон світу за версією WBA (2025 — н.ч.) у напівсередній та колишній чемпіон у першій напівсередній вазі (2023–2024), володар титулу WBA interim (2020 — 2022) у легкій вазі.